# Golúbino (Bélgorod)
|  | Per a altres significats, vegeu «Golúbino». |

Golúbino - Голубино (rus) - és un poble de l'óblast de Bélgorod, a Rússia. El 2010 tenia 1.154 habitants. Pertany al districte (raion) de Novi Oskol.